# Altmittweida
Altmittweida är en kommun och ort i Landkreis Mittelsachsen i förbundslandet Sachsen i Tyskland. Kommunen har cirka 1 900 invånare.
Kommunen ingår i förvaltningsområdet Mittweida tillsammans med staden Mittweida.